# Jock Aird
John "Jock" Rae Aird (Glencraig, 18 de dezembro de 1926 – 29 de junho de 2021) foi um ex-futebolista escocês que atuava como defensor.

## Carreira
Jock Aird fez parte do elenco da Seleção Escocesa de Futebol, na Copa do Mundo de 1954. [carece de fontes?]